# Itchen (Hampshire)
 (juillet 2014).
Si vous disposez d'ouvrages ou d'articles de référence ou si vous connaissez des sites web de qualité traitant du thème abordé ici, merci de compléter l'article en donnant les références utiles à sa vérifiabilité et en les liant à la section « Notes et références ».
L'Itchen est un fleuve qui coule dans le Hampshire en Angleterre.

## Géographie
Le cours général de l'Itchen, du nord au sud et « à vol d'oiseau », est d'environ 45 km depuis sa source à New Cheriton, un village de Cheriton, jusqu'à l'estuaire de Southampton Water.